# ヴィーナスとアドニス (ヴェロネーゼ、マドリード)
『ヴィーナスとアドニス』(伊: Venere e Adone, 英: Venus and Adonis) は、イタリアの後期マニエリスムの画家パオロ・ヴェロネーゼが1580年代初頭に制作した絵画である。現在はマドリードのプラド美術館に所蔵されている。
元の絵は18世紀に上縁で50cm拡大された。この追加された部分は1988年の修復で削除されたため、作品は元の水平形式に復元された。

## 主題と文脈

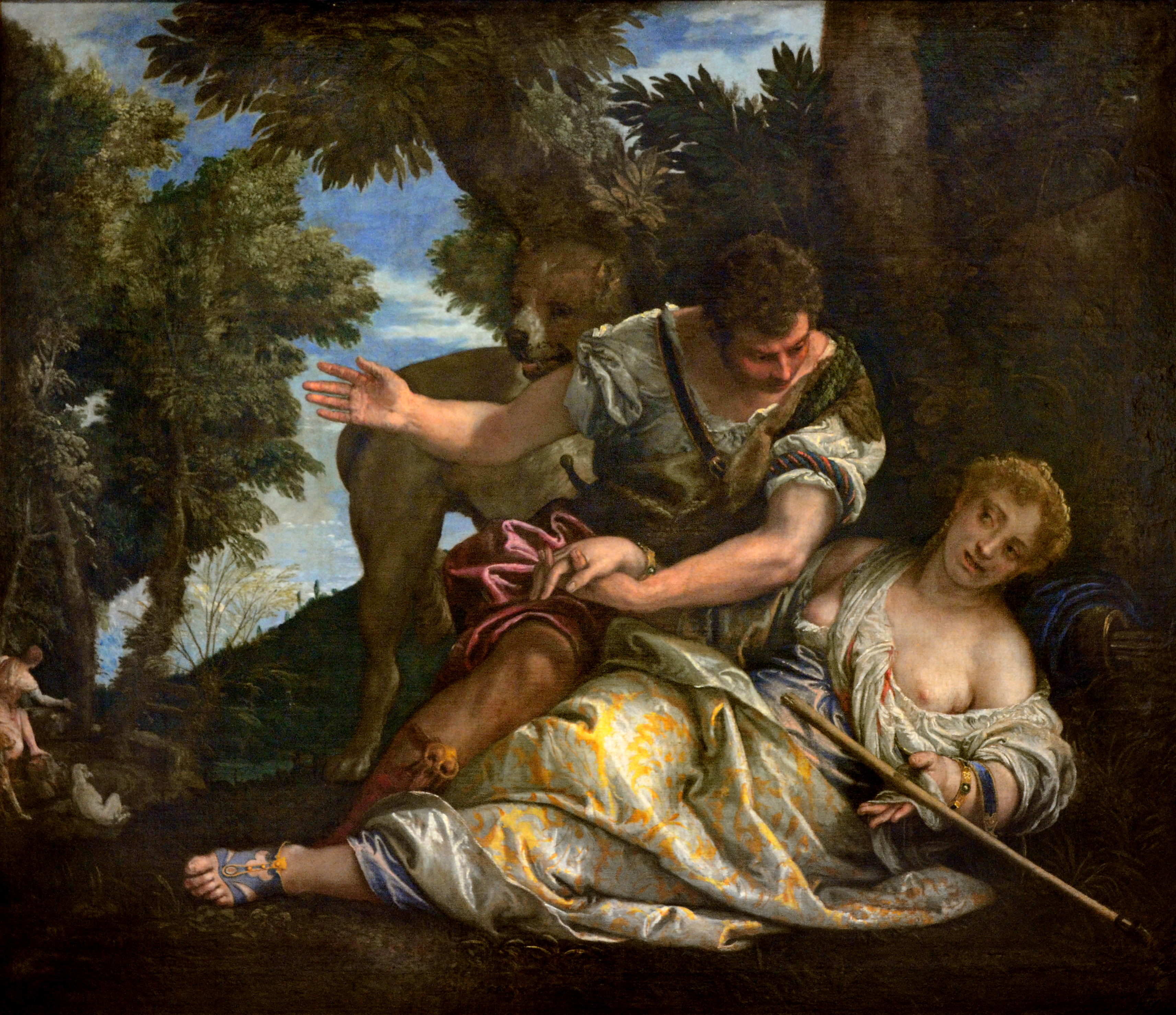
対作品『ケパロスとプロクリス』、ストラスブール美術館

絵の主題は、ローマの詩人オウィディウスによる物語詩である変身物語から取られている。ヴィーナスの膝の上で眠っている狩猟者のアドニスを描いている。ヴィーナスの前には、サイトハウンド犬を持った息子のキューピッドがいる。ヴィーナスがアドニスが狩りの間に死ぬだろうと予測したので、キューピッドは犬の狩りの欲求を失わせようとしているところを描かれている。背景には鮮やかな青い空と鮮やかな緑の風景がある。本作はヴェロネーゼがローマで一定期間過ごした後に制作された。画家は、ガチョウとともにいる少年のヘレニズム期の彫刻に基づいてキューピッドを描いているが、アドニスのほうは、サン・ジョバンニ・イン・ラテラノ大聖堂のアーチ・バジリカにあるローマ時代の石棺上のエンディミオンのイラストを拠り所にしているのかもしれない。
同じ時期にヴェロネーゼによって製作された、この絵の対作品は『ケパロスとプロクリス』である。『変身物語』からの別の悲劇的なカップルを描いており、現在ストラスブール美術館にある。

## 来歴
対作品の『ケパロスとプロクリス』は、ディエゴ・ベラスケスがヴェネツィアで購入した1641年から少なくとも1809年まで、スペイン王室のコレクションに所蔵されていた。この作品は、ジョゼフ・ボナパルトがスペインを短期間統治した際に王室コレクションから奪った絵画の一つであった。ナポレオンの死後数回売却され、1912年にベルリンのヴィルヘルム・フォン・ボーデによってストラスブール美術館のために最終的に購入された。
『ヴィーナスとアドニス』も1641年にその対作品といっしょに購入された可能性がある。いずれにせよ、それは少なくとも1666年までに、マドリードの王宮の「ミッドデイ・ギャラリー」にあるスペイン王室のコレクションに含まれていた。王宮が1734年に全焼した後、1772年から1818年の間にマドリードの新王宮 (元の王宮と同じ場所) の様々な部屋にあったと記録されている。その後、ほとんどのコレクションとともにプラド美術館に移された。

## 参照
プラド美術館には、ティツィアーノの『ヴィーナスとアドニス』、アンニーバレ・カラッチの『ヴィーナス、アドニス、キューピッド』（1595年頃）もある。